# Ralph Dacre, 1. Baron Dacre
Ralph Dacre, 1. Baron Dacre (auch Randolf de Dacre) (* um 1290 auf Haworth Castle, Yorkshire ; † vor dem 20. April 1339) war ein englischer Militärangehöriger und Politiker.

## Familie und Werdegang
Dacre wurde als Sohn von Sir William de Dacre und dessen Frau Joan Gernet geboren. Er heiratete um 1315 Margaret de Multon, die einzige Tochter und Erbin von Thomas de Multon, 1. Baron Multon. Mit ihr hatte er drei Söhne. Ab 1318 nahm er an mehreren Feldzügen nach Schottland teil, unter anderem 1322 an dem groß geplanten Feldzug von König Eduard II. Als Kronvasall wurde Dacre durch Writ of Summons vom 15. Mai 1321 ins englische Parlament berufen, womit er als erblicher Baron Dacre gilt. Dacre gehörte zu den nordenglischen Baronen, die 1321 den gegen den König rebellierenden Thomas of Lancaster, 2. Earl of Lancaster unterstützten. Lancasters Rebellion wurde aber 1322 niedergeschlagen. 1330 wurde Dacre zum Sheriff von Cumberland ernannt, ein Amt, das er bis 1335 innehatte. Im selben Jahr bestellte ihn Edward III. auch zum Konstabler von Carlisle Castle. Auch während des Zweiten Schottischen Unabhängigkeitskriegs gehörte er zu den führenden Vertretern des englischen Königs in Schottland. Im Dezember 1332 flüchtete der von England unterstützte schottische König Edward Balliol nach der Niederlage bei Annan zunächst zu Dacre. Balliol belohnte Dacre mit Landbesitz in Schottland. Im Februar 1334 nahm Dacre an einem von Balliol abgehaltenen Parlament in Edinburgh teil. 1335 gehörte Dacre als Banneret dem Heer an, mit dem Eduard III. weit nach Schottland vorstieß. Trotz dieser Unterstützung konnte sich Edward Balliol nicht als König in Schottland behaupten, so dass die schottischen Besitzungen von Dacre wieder verloren gingen. Die Verwaltung seine englischen Besitzungen übernahm nach seinem Tod zunächst seine Witwe, ehe sie nach deren Tod an seine Söhne fielen. Den Titel erbte sein ältester Sohn William.